# Jocs Palatins
Els Jocs Palatins (en llatí: Ludi Palatini) eren uns jocs romans instituïts per l'emperadriu Lívia Drusil·la en honor d'August i que se celebraven al Palatí. Després de la mort d'August, Lívia i Tiberi van dedicar un temple al seu Numen, segons diu Plini el Vell.
Els Fasti Praenestini expliquen que els pontífexs, els àugurs, els quindecemviri sacris faciundis i els septemviri epulones sacrificaven víctimes en aquest altar els dies 21, 22 i 23 de gener. Es celebraven representacions teatrals en un teatre edificat davant del temple. Aquestes sessions eren privades i només es convidava a les famílies més nobles, segons diuen Cassi Dió i Tàcit. L'any en què Calígula va morir assassinat es va afegir un dia més, el 24, però. només per aquell any. Segons la Cronografia del 354 o Calendari de Filocau, en aquella època s'havia eliminat el dia 23 i s'havien afegit els dies del 17 al 19 de gener.